# Farul Genovez din Constanța
Farul Genovez din Constanța este un monument istoric aflat în centrul istoric al orașului, în spatele grupului statuar ce are în centrul său bustul lui Mihai Eminescu, sculptat de Oscar Han. Se află în apropiere de clădirea Cazinoului din Constanța.
Construcție paralelipipedică de la bază până la 3,50 m și octogonală în rest, farul are o înălțime de aproximativ 8 metri. La bază se află postamentul compus din 2 trepte, peste care se ridică corpul paralelipipedic și după aceea prisma octogonală terminată la partea superioară cu o cornișă cu console care susțin carcasa metalică a lămpii farului ce formează totodată și acoperișul. Spațiul în interior este cilindric, cu scara spirală din piatră.
Temelia farului genovez original, din jurul anului 1300, ce călăuzea corăbiile pe o rază de 2 mile pe mare, spre micul port Constanza, i-a fost de folos inginerului francez de origine armeană Artin Aslan, pentru a construi între anii 1858-1860 farul actual, la comanda companiei engleze „Danube and Black Sea Railway co. Limited”.
Farul genovez a fost readus la viață după 107 ani. În februarie 2020 becul a fost aprins pentru prima dată după un secol.